# 児島高徳
児島 高徳（こじま たかのり、兒島 髙德）は、鎌倉時代末期から南北朝時代にかけて活躍したとされる武将。現在の岡山県倉敷市にあたる備前国児島郡林村出身。従五位下・備後守を賜る。『太平記』中では和田、今木といった苗字で表記される場合もあり、「児島」を「小島」と書き換える表記も散見される。

## 概要
元弘元年（1331年）の元弘の乱以降、後醍醐天皇に対して忠勤を励み、南北朝分裂後も一貫して南朝側に仕えた。晩年は出家し、志純義晴と号したという。正式な法名は志純義晴大徳位。
江戸時代以降、南朝の忠臣として讃えられ、国民的英雄のひとりとなった。その一方で具体的な活動を示す文献が軍記物語の『太平記』以外にはないために、近代的考証史学の観点から実在性を否定している学説も根強い。また、同書の編者の一人と考えられている小島法師（1374年没）と同一人物とする説や、地元の勢力がある山伏出身、あるいは悪党出身と見る説もある。

## 出自
高徳の出自に関する説は、大別して二つある。すなわち皇胤という説と、新羅渡来系の出という説である。前者は、後鳥羽天皇の後という説と、宇多天皇の後という説に分かれ、後者は天之日矛の後裔という説である。かつては、児島高徳なる人物の確実な資料とできるものは『太平記』ただ一つと言っても差し支えなく、高徳自体の存在が否定されてきたが、『太平記』の傍証となる史料などや、今木・大富・射越らの備前国邑久郡地方の土豪との一族であったことも考慮され、実在性に疑問を持つ人は少なくなっている。

### 後鳥羽上皇後裔説
承久の乱の折、後鳥羽上皇の第四皇子・冷泉宮頼仁親王が備前国児島へと配流となり、その孫の僧・頼宴の子という説。五流尊瀧院は修験道の一流を担っており、延いては高徳を山伏勢力と結びつける説でもある。この説は、醍醐天皇の皇子・源允明（みなもと の すけあきら）の子・福慶が児島に居住し、その11代目、または宇多天皇の皇子・敦慶親王が児島に配流されたのち、その子・福慶から14代目・和田（児島）備後守範長の娘・信夫（しのぶ）が頼宴へ嫁いで出生したのが高徳であり、これをもって和田（児島）範長は高徳の外祖父とすることができる。高徳が7歳の時、範長の養嗣子になったとされ、和田（児島）範長は養父となる。ただし、後鳥羽上皇の後裔であるとする系図は明治時代に作られたものであり、それ以前からこのような伝承があったという証拠はない。
尚、五流尊瀧院内に現存する頼仁親王当時建立とされる石塔を昭和45年（1970年）に修繕・調査した際、舎利が発見された。これを受け、頼仁親王と弟の桜井宮覚仁親王が後鳥羽上皇一周忌の際に分骨を行い、これとともにこの石塔を建立したのではないか、という従来からの通説はより濃厚となった。しかし、高徳の出自と関連付け、これの後裔であるとするには到らない。

### 宇多天皇後裔説
宇多天皇の皇子・敦慶親王が備前国児島に配流されたのち、その子・福慶から十四代目・和田備後守範長の実子が児島高徳という説。この宇多天皇後裔の場合、氏は源氏となる。異説として、源頼朝に従った宇多源氏・佐々木盛綱末子・盛則の次男・重範（和田範長祖父説と同一か）を祖とする説もあるが、この説の場合は角川書店発刊『姓氏家系大辞典』が出典であり、同書の出典の不明瞭な点から説の根拠としてはやや信憑性に欠けることが言える。この異説には、佐々木加地氏一族の小島氏との混同ではないかとの指摘もある。

### 天之日矛後裔説
日本神話（『日本書紀』・『古事記』）に登場する新羅王の子・天之日矛の後裔という説で、天之日矛は日本へ渡来し、但馬国へ土着し垂仁天皇の治世において帰化したと言われており、その途上において子孫を残したのではないかと思われる。
この天之日矛後裔説については異説が多く、播磨国飾磨の土着勢力であった天之日矛後裔三宅氏が、治承・寿永の乱の際に平氏に圧迫されて備前児島へ土着したというものもある。『西源院本太平記』では、この天之日矛の後裔・今木三郎備後守範長の実子が高徳であるとしている。この説の流れを汲んだ系図には、範長の祖父・重範は源頼朝に従い、功があって備前国児島の地頭職に就いたと記述されたものもある。

## 生涯
備前国児島郡の豪族であった。「三郎」という名乗りであり、一説に高徳は三男であり、長兄に僧・宴深、次兄に次郎範重が居り、下に妹が一人居るとされる。

### 生没年
高徳の子孫の所蔵する『三宅氏正伝記』には、正和元年（1312年）生誕、弘和二年（1382年）十一月二十四日、上野国邑楽郡古海村に於いて没したと記されている。享年は七十二（『三宅氏正伝記』の誤記か）。
この『三宅氏正伝記』は、高徳の研究に於いて重要、且つ貴重な資料とされる家伝書であるが、これらが正確かといえば、資料自体の正当性の点から疑問符が残るため、やはり生没年は不詳とせざるを得ない。

### 幼少期
幼名は高丸。幼少の頃より、朝廷政事、殊に皇位継承に至るまで、幕府が干渉することに対して強い反感を抱いていたという。15歳または17歳のときに元服し、児島三郎高徳を称した。

### 白桜十字詩

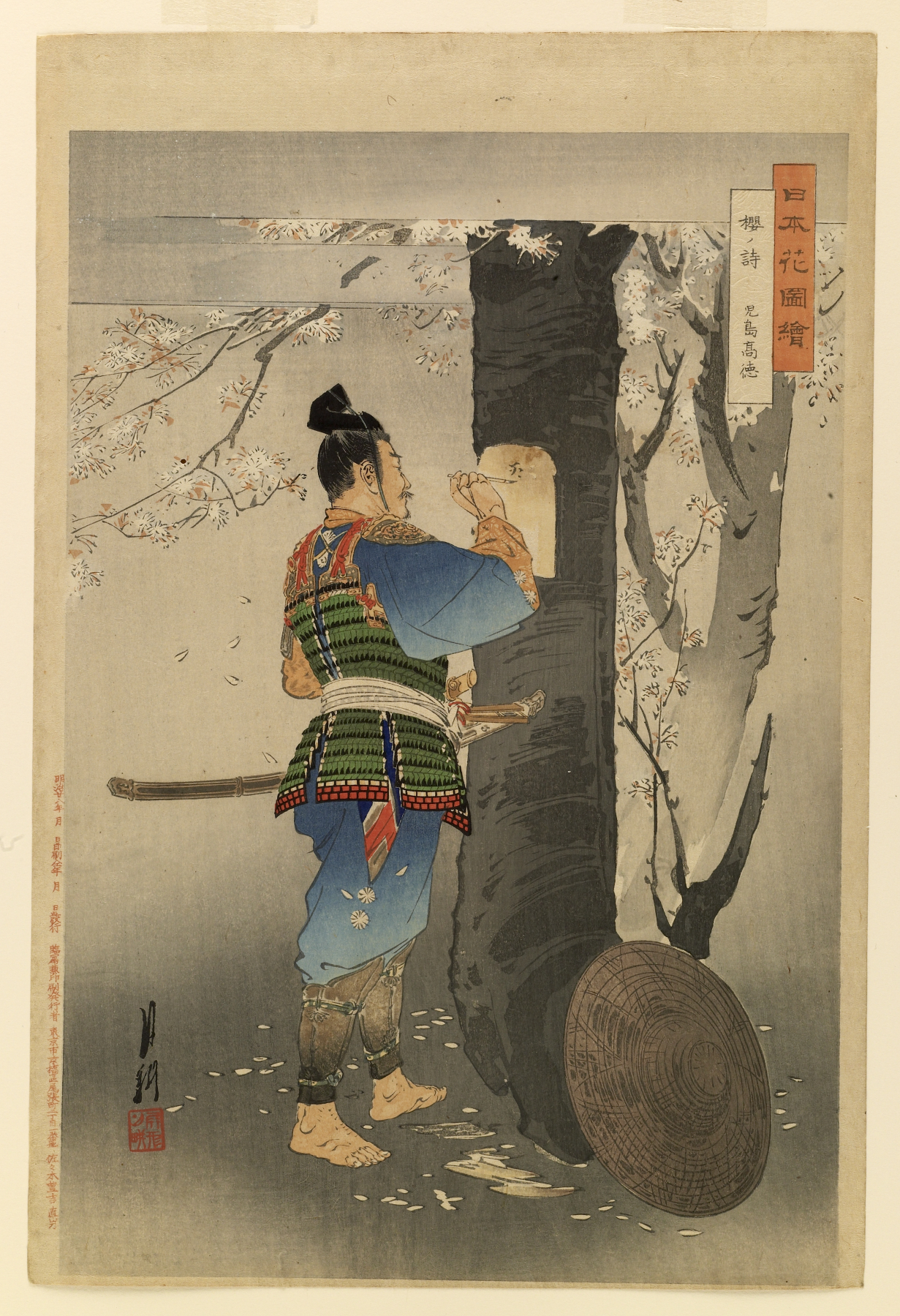
『桜の詩』（尾形月耕『日本花図絵』）桜の木に漢詩を彫る児島高徳

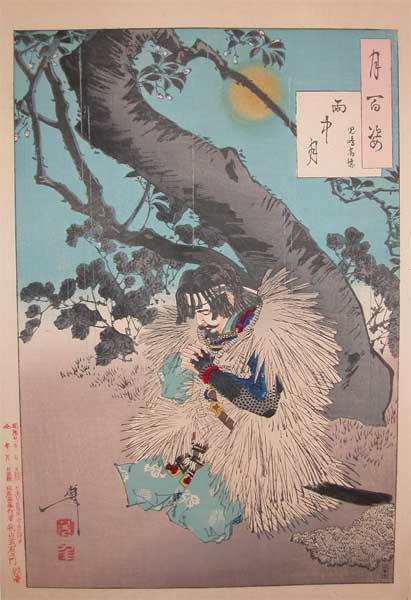
『雨中月』（月岡芳年『月百姿』）桜の木のもとで祈る児島高徳

元弘2年（1332年）、後醍醐天皇は、先の元弘の変に敗れ隠岐へ遠流となる。この時高徳は、播磨・備前国境の船坂山において、一族郎党二百余騎で佐々木導譽ら率いる五百騎の天皇護送団を強襲、後醍醐天皇の奪還を画策するが、天皇一行の移動経路誤判によって失敗に終わる。
高徳は天皇一行を播磨・美作国境の杉坂まで追うものの、その時既に天皇一行は院庄（現在の岡山県津山市）付近へ達しており、完全な作戦失敗の前に軍勢は雲散霧消してしまった。
その際、高徳ただ一人が天皇の奪還を諦めず、夜になって院庄の天皇行在所・美作守護館の厳重な警備を潜り侵入する。やがて天皇宿舎付近へ迫るも、それまでの警備とは段違いな警護の前に天皇の奪還を断念、傍にあった桜の木へ「天莫空勾践　時非無范蠡」（天は春秋時代の越王・勾践に対するように、決して帝をお見捨てにはなりません。きっと范蠡の如き忠臣が現れ、必ずや帝をお助けする事でしょう）という漢詩を彫り書き入れ、その意志と共に天皇を勇気付けたという。
因みに、朝になってこの桜の木に彫られた漢詩を発見した兵士は何と書いてあるのか解せず、外が騒々しい為に何事か仔細を聞いた後醍醐天皇のみこの漢詩の意味が理解できたという。
この時彫られた「天勾践を空しうすること莫れ、時に范蠡の無きにしも非ず」の言葉通り、翌年に名和長高ら名和氏の導きにより天皇が隠岐を脱出、伯耆国船上山において挙兵した際には、高徳も養父・範長とともに赴いて幕府軍と戦い戦功を挙げたとされるが、その論功行賞の記録には高徳の名前が無く、児島高徳否定説の根拠とされている。

### 倒幕戦以後
元弘3年（1333年）、先の船上山の戦いにおいて幕府軍に対し勝利を収めた後醍醐天皇は、名和長年ら中国地方周辺の勤皇派諸将を結集、京への還幸の為の露払いとして頭中将・千種忠顕を総大将とした先発隊を送り込み、先に京を囲み南北六波羅探題を攻撃していた播磨国の赤松円心と合流させる。
高徳はこの先発隊に従軍していたものの、総大将・千種忠顕との作戦上での衝突が原因で別働隊を率い布陣を行う。この時大将の忠顕は功に逸り大敗、布陣途中であった高徳は先に後醍醐天皇方に回った足利高氏勢らの京都総攻撃に遅れをとり、戦功を挙げることなく退却し、備前児島へ帰還した。太平記では、この六波羅攻めの際の忠顕に対する高徳の激怒の様子が記されている。
また、この戦いの後の論功行賞で、高徳は旧領安堵、及び鳥取荘（現在の岡山県赤磐市、倭名類聚抄にある赤坂郡鳥取郷か）を賜った。
建武2年（1335年）、足利尊氏に呼応して備中国で反乱が起こり高徳が討伐に向かうが、却って拠点であった備前三石城を奪われた上に配下の内応によって一族の大半が討たれてしまう。翌年には新田義貞とともに足利方の赤松円心を攻めるものの大敗、養父・範長は赤松軍によって自害させられ、本人も戦闘中に気を失ってしまい、居合わせた甥の機転によって辛うじて逃げ延びた。その後は義貞や宗良親王とともに北陸や東国を転戦している。後に故郷において再起を図るもこれにも失敗して吉野の後村上天皇のもとへ逃れる（高徳を『太平記』の著者とする説によれば、この時期に原本が書かれたとされている）。正平7年/文和元年（1352年）に後村上天皇を奉じて上洛を試みたとされるが、以後の消息については諸説があって不明である。

## 贈位
- 1883年（明治16年）8月6日 - 贈正四位[9]
- 1903年（明治36年）11月13日 - 贈従三位[10]

## 妻子
妻は、伊予国の河野氏一族、河野和道の三女の貞子で、夫婦の間には3男1女が生まれた。
太郎高秀
一説に元徳元年（1329年）に誕生。備前国へ帰る。ここから後の戦国大名・宇喜多氏が出たとされるが、宇喜多氏の出自については別の説もあるために、一概に子孫であるとは言えない。
次郎高久（高澄）
一説に建武元年（1334年）誕生。諸書に早世とある。子孫に、大相撲の第9代三保ヶ関親方（大関・増位山）を輩出した澤田家がある。
三郎高範
三河国に定着し、子孫には江戸時代に田原藩主となった三河三宅氏が出たとされるが、三宅氏の出自についても別の説があり、伝えられている説（三宅氏系譜）にも疑問点が多く、備前三宅氏には戦国時代の三宅弥平次などが子孫であるとするには至らない。また、三宅氏全体についても『三宅氏正伝記』の正当性の疑問符や、天之日矛後裔説の信憑性に欠ける点などがあり、先祖や子孫であるとするには至らない。
女子
名は一説に徳子とされるが、後世になって高徳から1字をとってつけられた可能性もある。脇屋義治の妻になり義冬を生んだとか（ただし、義冬を義治の弟とする系図もある）、上野国の宮下氏に嫁いだなどの系図が残るが正確なところは不明。
長野県大鹿村の伝説では高徳の子に高春がいたとされ、大鹿村の駿木城に居したとされる。資料によって子の名前に違いがあり、児島高盛、児島高光、児島高貞などの名の子が見られる。

## 諸説

### 実在否定説
明治時代に重野安繹の提唱したもの。論点としては、具体的な活動を示す文献が『太平記』以外に無い事等が挙げられ、実在の有無をめぐり論争となった。

## 関連城郭寺社等

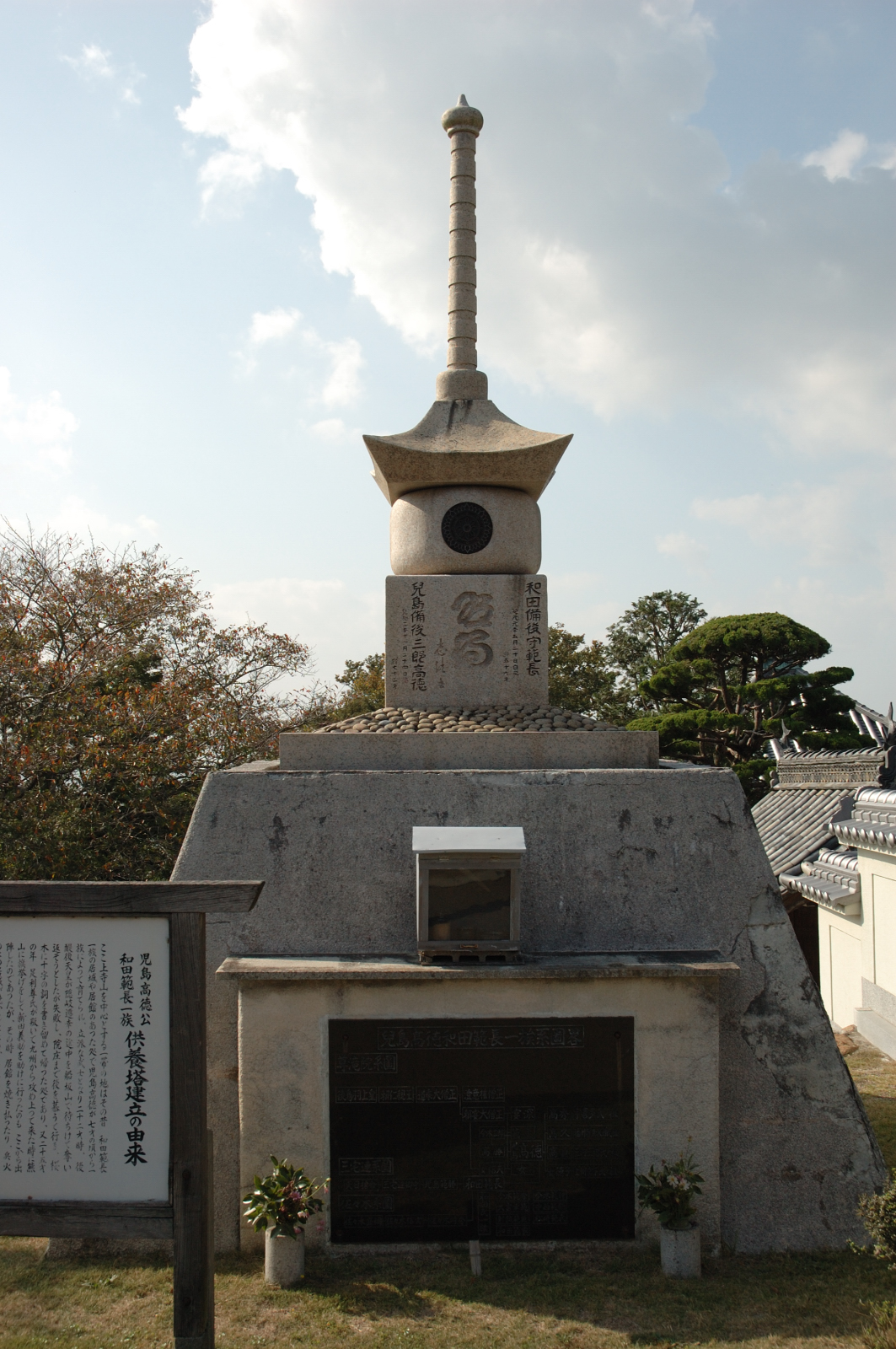
児島高徳供養塔
（瀬戸内市邑久町の餘慶寺）

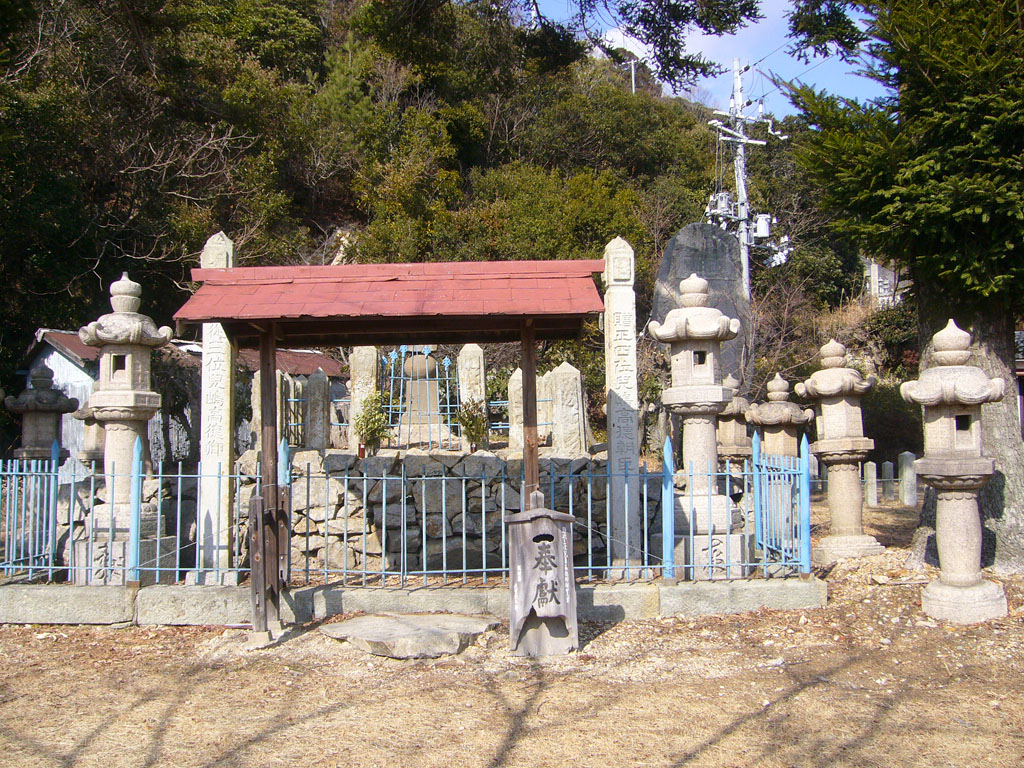
児島高徳朝臣の墓
（赤穂市坂越の妙見寺山内）

### 城
高徳が築城したとする城
小島城（児島城）
滋賀県守山市小島町、児島高徳が築いたと伝わる城。子孫の児島重範が元亀元年（1570年）に植えた杉があったとされる。
東広瀬城
愛知県豊田市東広瀬町、興国5年（1344年）児島高徳が築いたと伝わる城。児島氏が代々居城したが、十一代当主・高清が織田方についたため、永禄3年（1560年）に松平元康（後の徳川家康）に攻められ落城したとされる。

### 神社
高徳を祭神とする神社
作楽神社
岡山県津山市、明治2年（1869年）創建。十字詩を書いた旧院庄館跡に建てられた神社。境内には顕彰碑や石像がある。
三勲神社
岡山県岡山市、明治8年（1875年）創建。元々は操山の中腹にあった大きな神社であったが、第二次世界大戦後の荒廃著しく、昭和28年（1953年）に玉井宮東照宮境内に当時の社が移動遷座された。
巴江神社
愛知県田原市、明治11年（1878年）創建。児島高徳の後裔と称されている三宅氏（三宅氏の出自異説や、伝えられている説の疑問点、天之日矛後裔説の信憑性欠如の為、子孫であるとするには至らない）が、藩主となった田原藩の藩庁、田原城本丸にある神社。初めは二の丸にあったが、昭和8年（1933年）に現在地へ移った。
児島神社
群馬県大泉町古海、明治15年（1882年）創建。高徳が晩年を過ごしたと伝わる地にある神社。
船岡神社
奈良県吉野町、吉野神宮境内摂社、明治25年（1892年）創建。
高徳にゆかりのある事物がある神社
熊山神社
岡山県赤磐市。祭神は大国主命。創建は明治。境内には、1336年の挙兵に関連する「腰掛け岩」「旗立岩」と名づけられた岩がある。

### 寺院
五流尊瀧院
岡山県倉敷市。児島高徳生誕の碑がある。
餘慶寺
岡山県瀬戸内市邑久町。和田範長の本拠だったとされている地にある寺で、高徳と一族の供養塔がある。
妙見寺
兵庫県赤穂市。熊山の戦いで重傷を負った高徳が療養した寺と伝えられる。山中に高徳の墓と、和田範長一族の墓がある。
高徳寺
群馬県大泉町古海。高徳が開基し、晩年を過ごしたと伝わる寺。天授6年（1380年）伽藍建立。100mほど離れた場所に高徳の墓がある。
凉善寺
鳥取県米子市岩倉町。この地にも子孫が住み、本堂には高徳17代子孫の位牌が安置され、境内に高徳公顕彰碑が建立されている。
掌善寺
岡山県岡山市南区郡。児島高徳を開基とする臨済宗の寺院。

## 全国の児島高徳伝説
新田荘がある群馬県東毛地方では、高徳が晩年に古海太郎広房という武将を頼ってこの地に移り住み、出家して備後三郎入道志純義晴と名乗り、建徳2年（1371年）から弘和2年（1382年）に没するまでを過ごしたと伝えられている。また、群馬県大泉町古海には、高徳のものとされる墓や住んでいたとされる寺（高徳寺）、高徳を祀る神社（児島神社）などがある。
岩手県北上市和賀の「高徳庵」。児島高徳が晩年を過ごしたと伝わる地にあった草庵。「児島高徳墓」の標柱が立てられた。

## 唱歌
大正3年（1914年）には、文部省唱歌「児島高徳」が発表され、『尋常小学唱歌　第六学年用』に掲載された。
※歌詞の著作権消滅済

## 紙幣

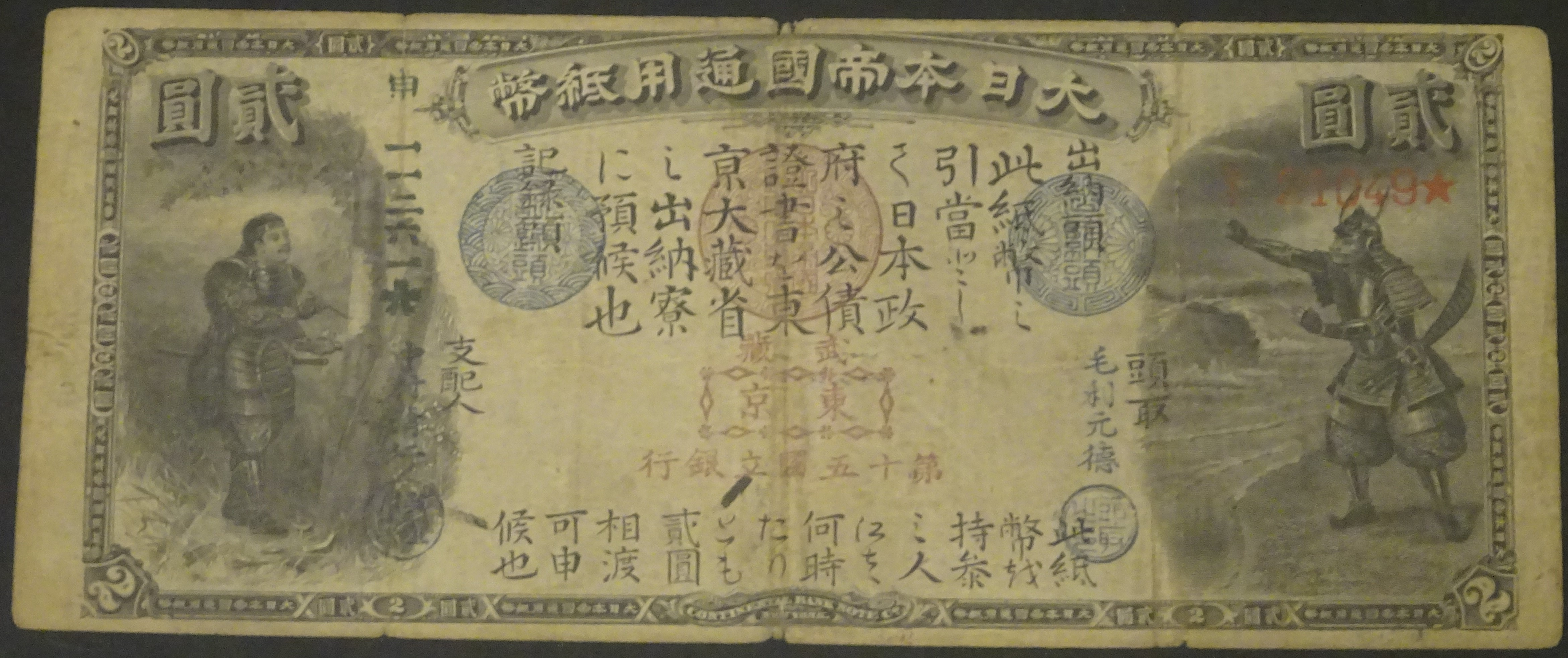
国立銀行紙幣二円券の表に描かれた児島高徳（左、右は新田義貞）

明治6年（1873年）8月発行の国立銀行紙幣二円券の表面には、桜の幹に後醍醐天皇を励ます漢詩を書き記す児島高徳の図が、稲村ヶ崎にて太刀を海中に投じる新田義貞の図とともに描かれていた。いずれも、第二次世界大戦終結までの学校で使われた教科書で取り上げられた有名なエピソードである。